# Ратенберг
Ратенберг (на немски: Rattenberg) е малък град в Западна Австрия. Разположен е в окръг Куфщайн на провинция Тирол около река Ин. Надморска височина 521 m. Основан е през 13 век. Има жп гара. Отстои на около 45 km североизточно от провинциалния център град Инсбрук. Население 397 жители към 1 април 2009 г. Ратенберг е най-малкото населено място в Австрия с названието „Stadt“ (град).